# Oltre
Oltre – debiutancki minialbum włoskiej piosenkarki Emmy Marrone, wydany 16 marca 2010 przez wytwórnię Universal Music. Album składa się z siedmiu włoskojęzycznych kompozycji.
Płytę promowały trzy single: „Calore”, „Un sogno a costo zero” oraz „Sembra strano”. Minialbum dotarł do 1. miejsca na oficjalnej włoskiej liście sprzedaży oraz do 85. miejsca na szwajcarskiej liście sprzedaży. Za sprzedaż w nakładzie przekraczającym 180 tysięcy sztuk we Włoszech, EP-ce przyznano certyfikat potrójnej platyny.

## Lista utworów
| Nr | Tytuł                   | Autorzy                                 | Czas  |
| -- | ----------------------- | --------------------------------------- | ----- |
| 1. | „Sembra strano”         | Daniele Coro, Federica Camba            | 3:36  |
| 2. | „L'esigenza di te”      | Federica Camba, Daniele Coro            | 3:29  |
| 3. | „Calore”                | Roberto Angelini                        | 3:25  |
| 4. | „Meravigliosa”          | Fortunato Zampaglione, Antonio Galbiati | 3:40  |
| 5. | „Un sogno a costo zero” | Daniele Coro, Federica Camba            | 3:11  |
| 6. | „Davvero”               | Federica Camba, Daniele Coro            | 3:49  |
| 7. | „Folle paradiso”        | Daniele Coro, Federica Camba            | 3:33  |
|    |                         | Całkowita długość:                      | 24:43 |

## Pozycje na listach sprzedaży
| Kraj       | Lista sprzedaży (2010) | Najwyższa pozycja | Certyfikat         | Sprzedaż |
| ---------- | ---------------------- | ----------------- | ------------------ | -------- |
| Szwajcaria | Alben Top 100          | 85                |                    |          |
| Włochy     | FIMI                   | 1                 | 3× platynowa płyta | 180 000+ |